# سیارک ۳۴۷۷
سیارک ۳۴۷۷ (به انگلیسی: 3477 Kazbegi، نامگذاری:1979KH) سه هزار و چهارصد و هفتاد و هفتمین سیارک کشف شده‌است که در ۱۹ مه ۱۹۷۹ کشف شد.
قدر مطلق سیارک برابر ۱۳٫۲۰ است.